# Paulustor (Graz)

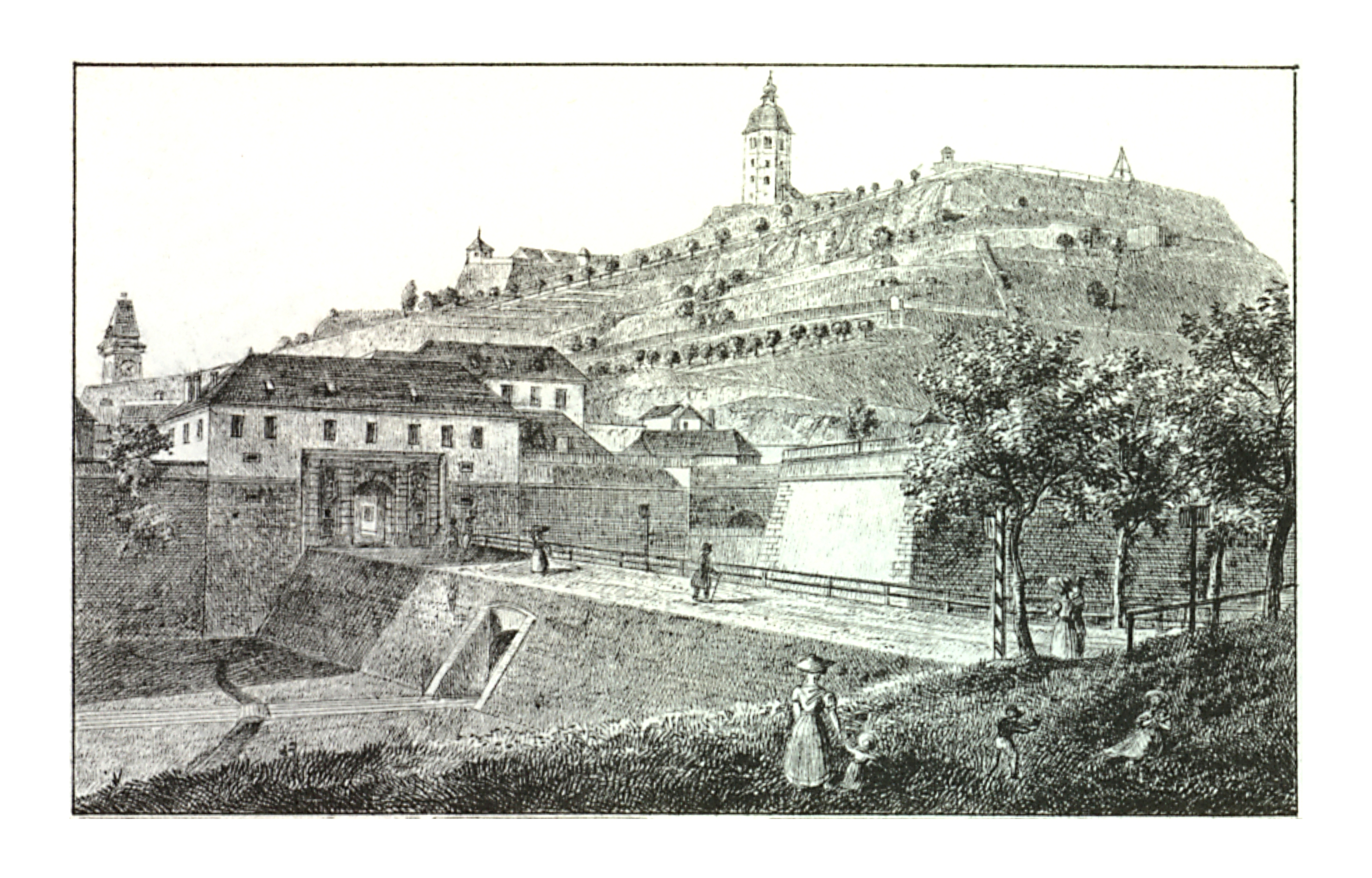
Das Paulustor um 1830, Lith. Anstalt J.F. Kaiser, Graz

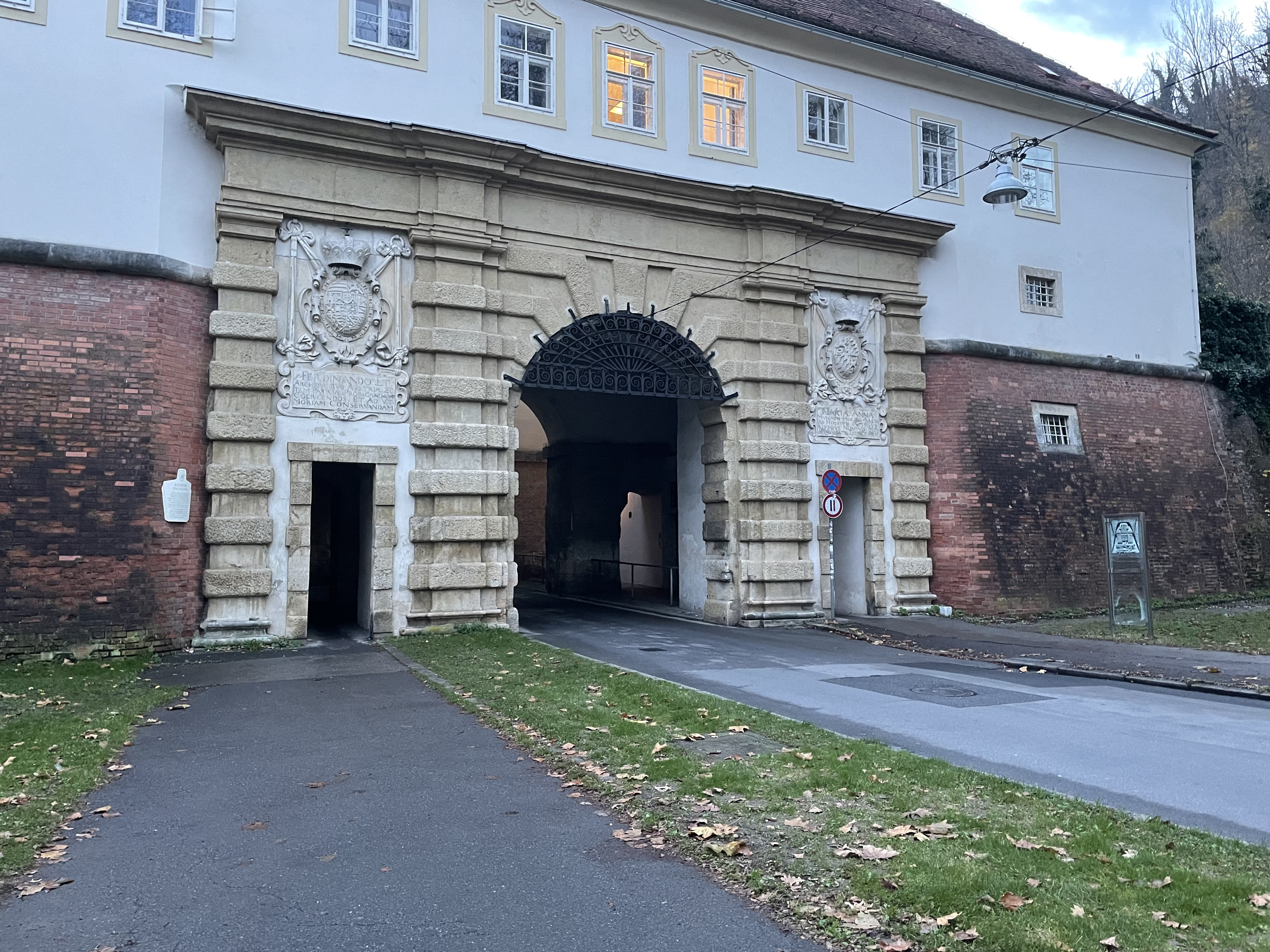
Paulustor, Außenansicht (2023)

Paulustor, Innenansicht

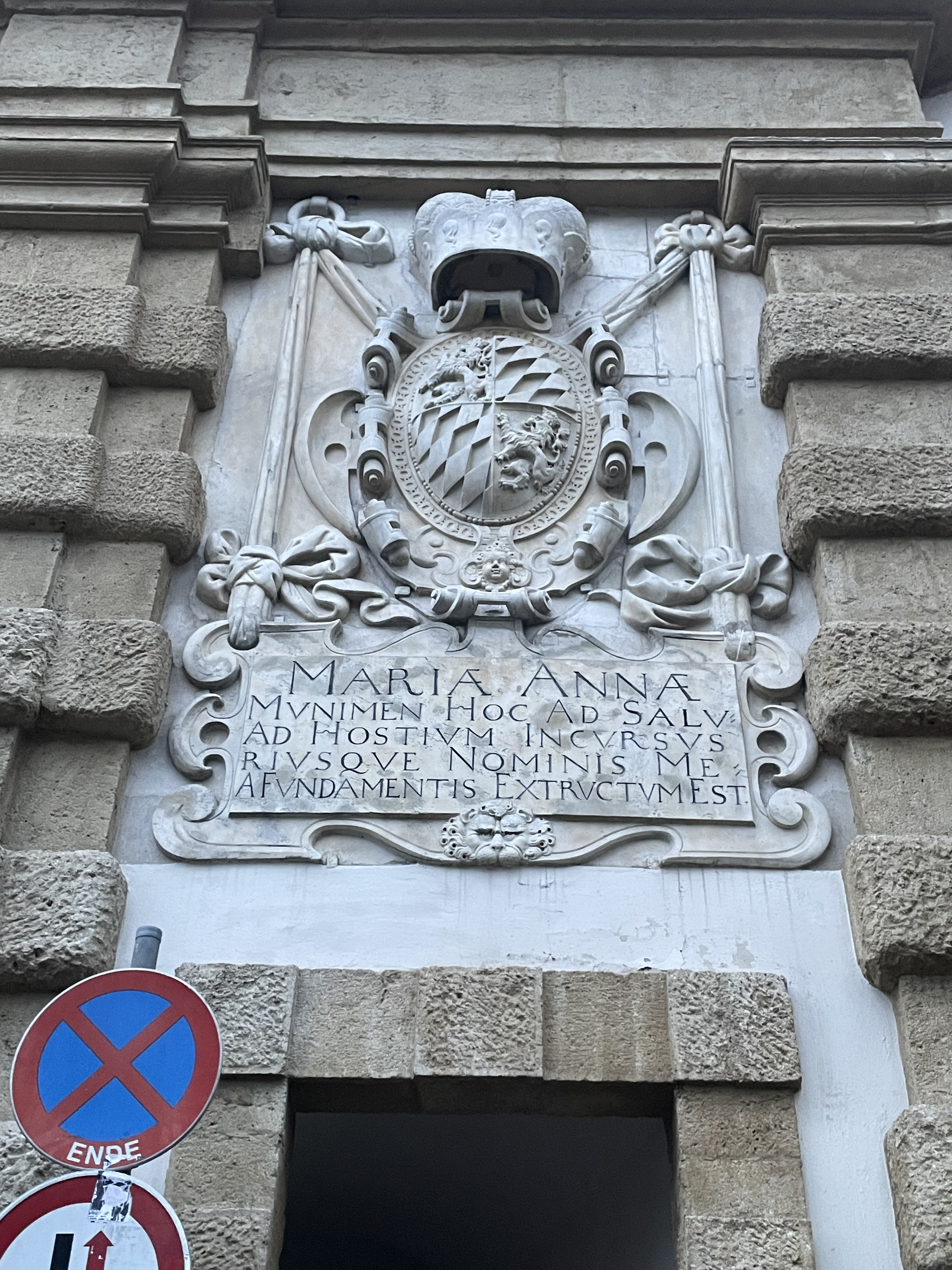
Wappen der Maria Anna von Bayern, rechte Seite

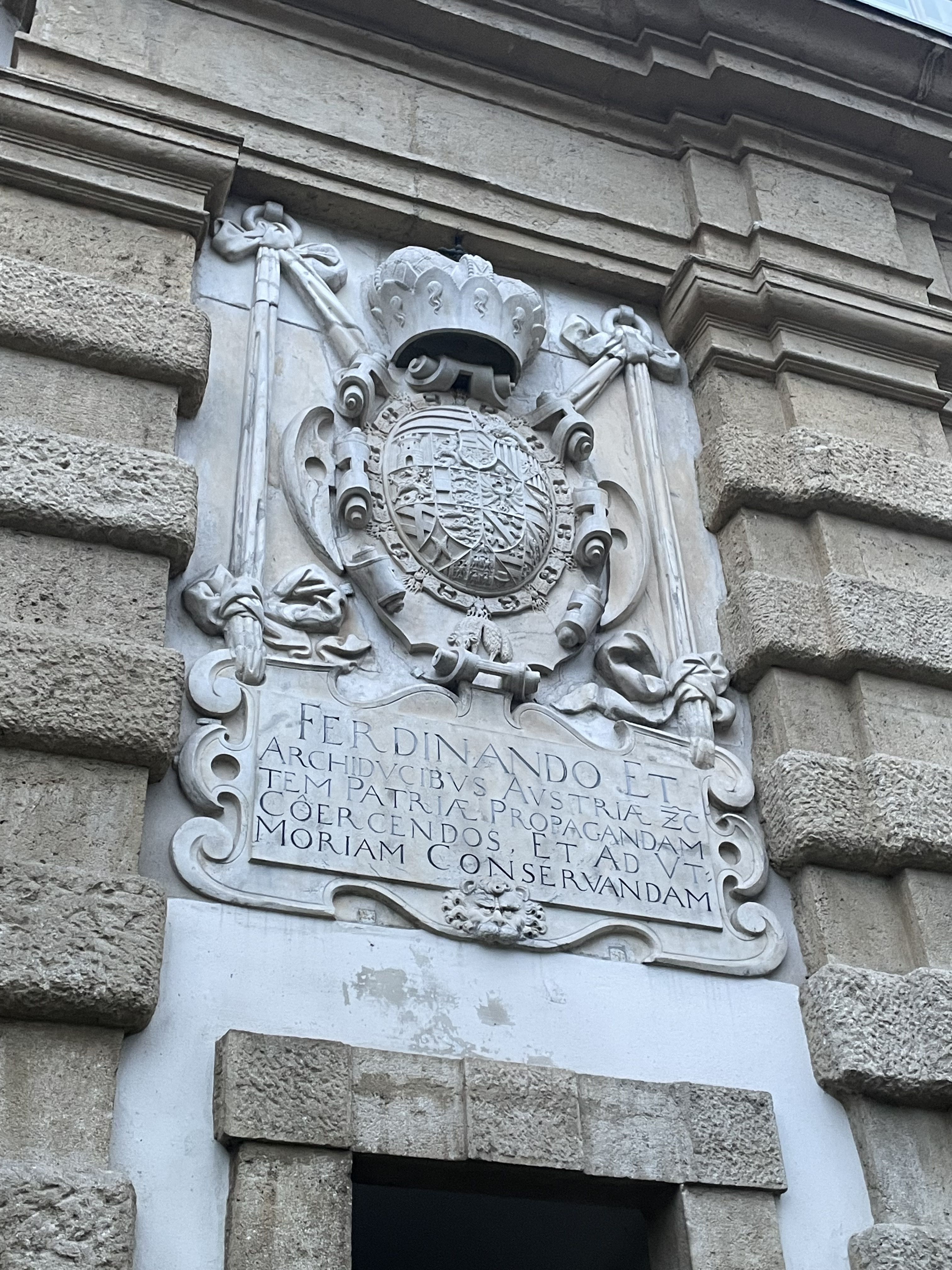
Wappen Erzherzogs Ferdinand II., linke Seite

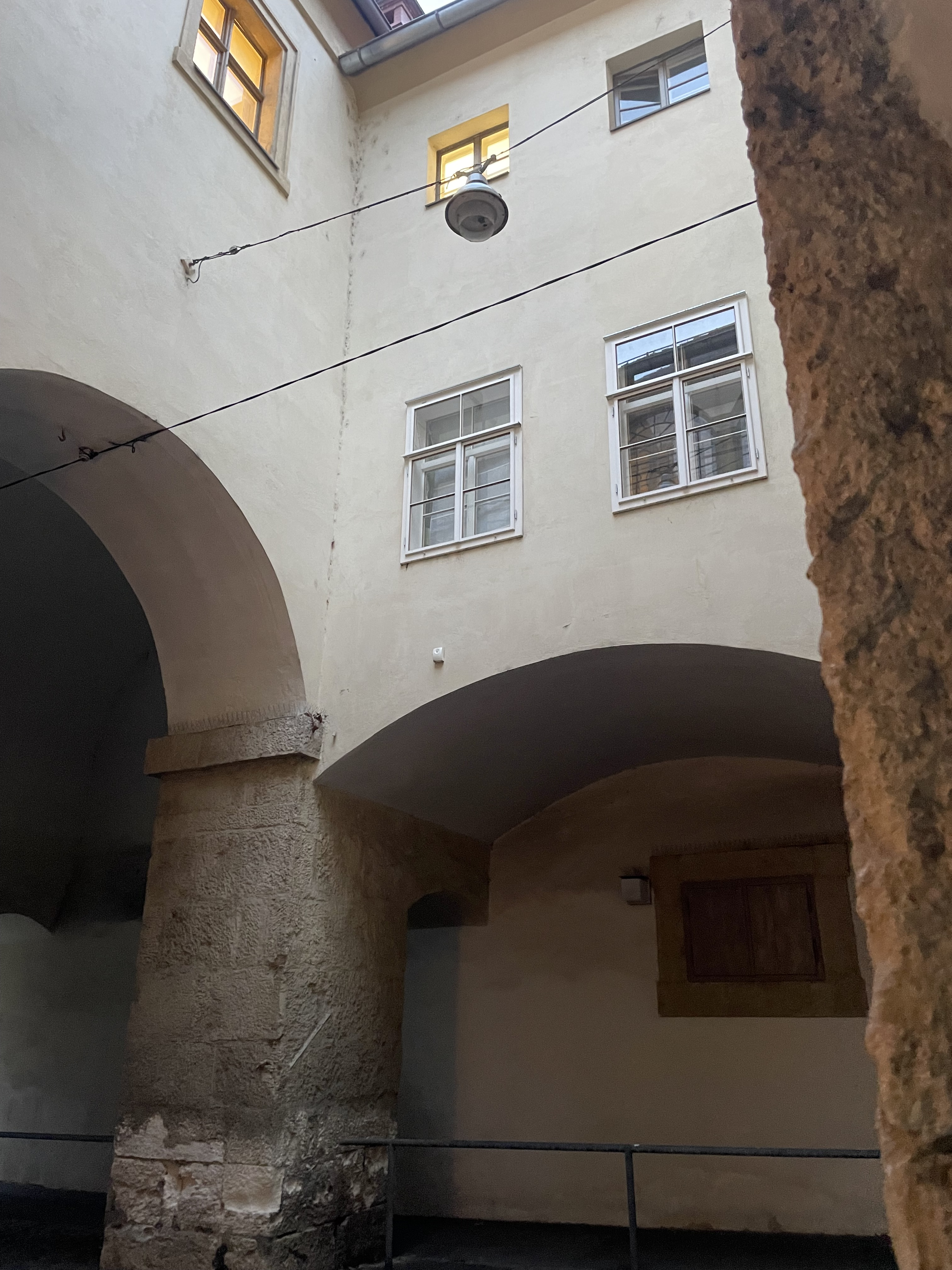
Paulustor, Innengewölbe

Das Paulustor in der Paulustorgasse im Grazer Stadtbezirk Innere Stadt ist das einzig erhalten gebliebene Walltor des historischen Spätrenaissance-Befestigungsgürtels.

## Geschichte
Das nicht mehr vorhandene innere Paulustor war Teil der mittelalterlichen Befestigungsmauer. Wegen der Bevölkerungszunahme und des damit verbundenen Platzmangels musste der Ring um die Stadt erweitert werden. Der als „Stadtturm“ bekannte Bau wurde 1846/47 abgebrochen. Das heute noch bestehende äußere Paulustor war Teil der neuen Paulustorvorstadt und wurde von 1606 bis 1614 von Hans Bertoletto errichtet. Andere Quellen geben die Bauzeit des Paulustores von 1620 bis 1625 an und schreiben von einer gemeinsamen Fertigstellung mit dem dritten Sacktor in der Sackstraße. Es diente von 1823 bis 1918 als Militärgefängnis und wurde später in die Polizeikaserne integriert.

## Gestaltung
Der Wallbau besitzt einen stattlichen dreigeschoßigen Baukörper. Die großen rundbogigen Durchfahrtstore sind seitlich von Durchgängen flankiert. Sie haben einen Triumphbogencharakter. Die östliche Schauseite mit einer Rustikagliederung stand unter dem Einfluss der Stadttorgestaltung von Sebastiano Serlio.
An der Schauseite sind zwei Sandstein-Kartuschen mit den Relief-Wappen von Erzherzog Ferdinand II. und seiner Mutter Maria Anna von Bayern in das Mauerwerk eingelassen. Sie wurden im Jahr 1606 von Philibert Poccabello geschaffen. Unter den Wappen ist eine Inschrift in lateinischer Sprache angebracht, deren Text zweilenweise zwischen linker und rechter Kartusche hin und her springt: „Ferdinando et Mariae Annae archiducibus Austriae etc. munimen hoc ad salutem patriae propagandam, ad hostium incursus coercendos et ad utriusque nominis memoriam conservandam a fundamentis extructum est.“ Dies bedeutet:
„Dieses Bollwerk ist für Ferdinand und Maria Anna, die Erzherzöge von Österreich usw., von Grund auf errichtet worden, um das Wohlergehen des Vaterlandes durchzusetzen, die Angriffe der Feinde abzuwehren und die Erinnerung an die Namen der beiden zu bewahren.“
Das schmiedeeiserne Oberlichtgitter des Portals stammt aus der Bauzeit. Im dritten Geschoß des Lichthofes sind Reste von Säulenarkaden erhalten geblieben. Das zweite Stockwerk ist mit drei Bandelwerk-Stuckdecken ausgestattet, die um 1730/35 gefertigt wurden.